# Mañana es para siempre
Mañana es para siempre es una telenovela mexicana producida por Nicandro Díaz para Televisa bajo Licencia de RCN Televisión. Es una adaptación de la telenovela colombiana llamada Pura sangre.
Está protagonizada por Silvia Navarro y Fernando Colunga, junto con Lucero, Sergio Sendel, Roberto Palazuelos y Rogelio Guerra en los roles antagónicos.

## Argumento
Rebeca Sánchez (bajo la identidad de Bárbara Greco) comienza una venganza contra la familia Elizalde dirigida por el medio hermano del jefe de la familia Gonzalo Elizalde. Una de sus primeras villanías consiste en separar a Fernanda que es la hija menor del hacendado Gonzalo Elizalde, propietario de una importante empresa de lácteos, y Eduardo, el hijo de Soledad, el ama de llaves de la familia Elizalde. Los dos niños han crecido juntos y unidos por un amor inocente y leal, a pesar de la diferencia de clases sociales.
Gonzalo vive feliz con su esposa Monserrat y sus 5 hijos, sin sospechar que un enemigo implacable acecha a los suyos. Artemio Bravo siente hacia Gonzalo un odio intenso y amargo que ha corroído su mente, y su única meta en la vida es destruir, lenta y dolorosamente, a toda la familia Elizalde. Para lograrlo utilizará a una joven sin escrúpulos que llega a la empresa de Gonzalo bajo el nombre de Bárbara Greco. Su inteligencia causa una buena impresión en Gonzalo, quien la contrata como su asistente personal. Poco a poco y con gran astucia, Bárbara logra obtener su total confianza.
Las primeras víctimas de Rebeca son Fernanda y Eduardo, a quienes descubre dándose un tierno beso , Rebeca convence a Monserrat de que Eduardo es un peligro para la niña y el muchacho es enviado a un internado en la ciudad. Las cartas de los niños llegan a manos de Soledad y ella, con mucho dolor, decide no hacerlas llegar a su destino. Esto provoca que Fernanda se sienta olvidada por Eduardo.
El siguiente paso en el plan de Artemio es convertir a Rebeca en la esposa de Gonzalo, y eso significa que Monserrat debe morir. Bárbara la asfixia con una almohada y hace que su hija mayor Liliana, aparezca como culpable. Gritando su inocencia, la desesperada adolescente termina internada en una clínica psiquiátrica. Posteriormente Gonzalo se casa con Bárbara y la nombra miembro de la junta directiva de la empresa.
Soledad es la única que sabe hasta dónde puede llegar la maldad de Rebeca, pero tiene que callar. Vive un infierno durante años, extrañando a su hijo Eduardo, y con el eterno temor de que Rebeca cumpla su amenaza de que él morirá. Los años pasan y Eduardo, tras haber estudiado una maestría en el extranjero, regresa a la hacienda y encuentra a su madre gravemente enferma. Ella le cuenta el suplicio que ha vivido y él jura hacer justicia.
Rebeca utiliza a su nuevo cómplice Damián para que enamore a Fernanda y se case con ella. Eduardo, con el nombre de Franco Santoro, consigue involucrarse en la empresa con la intención de descubrir y hacer pagar a los responsables de sus desgracias. Fernanda siente una fuerte e inexplicable atracción hacia él, y surge nuevamente entre ellos aquel gran amor que nunca murió.
Eduardo se hace pasar por muerto hasta que un día Fernanda lo descubre y no lo puede perdonar ya que se había enamorado de Franco Santoro pero por lo visto este le mintió  para poder acercarse a ella y así salvarla de la maldad de Rebeca; sin embargo, tiempo después lo perdona y se unen nuevamente, al darse cuenta de ello, Bárbara Greco hace todo lo posible por separarlos.
Bárbara no solo concentrara su maldad en Fernanda y Eduardo, también lo hará con Santiago y Aurora, con la ayuda de Camilo, el hermano de Santiago, Bárbara se hace amiga de Aurora para que esta le cuente la verdad de su vida, ya que Bárbara ve a Aurora como una espía de Artemio Bravo y decide con la ayuda de Camilo drogarla para que así Camilo pueda abusar de ella (la cual estaba embarazada de Santiago) y hacerle creer a Santiago que Aurora huyó con otro hombre.
Bárbara tiempo después se da cuenta de que Aurora es su hija y ahora su lucha es para que no le quiten a su hija y para eso amenaza a Eduardo diciendo que si Santiago no se va de nuevo a Florencia va a matar a Liliana. Bárbara le inventa muchas mentiras a Aurora para que no sea feliz con Santiago ya que lo considera una amenaza por ser el progenitor del hijo de Aurora.
Después de muchas intrigas y mentiras, se va descubriendo poco a poco la verdad. Bárbara intenta matar infructuosamente a Gonzalo. Bárbara queda derrotada y planea huir con Aurora, pero esta rechaza la maldad de sus padres: Artemio y Rebeca/Bárbara.
Artemio se burla de Bárbara y es asesinado por ella, a quien la condenan a más de 200 años. En la cárcel Bárbara noquea a la doctora, después de hacerse la sedada, y se baña con alcohol hasta arder en llamas para inspirar lástima en su hija.
Queda deformada y sola en la cárcel, con el único consuelo de una carta de su hija. Aparentemente, nunca se arrepintió.
La familia Elizalde se reconstruye. Fernanda y Eduardo se casan. Y Aurora y Santiago se reconcilian y forman una familia junto al hijo de ambos.

## Elenco
- Lucero - Bárbara Greco de Elizalde, la Hiena / Rebeca Sánchez Frutos
- Silvia Navarro - Fernanda Elizalde Rivera
- Fernando Colunga - Eduardo Juárez Cruz / Franco Santoro
- Sergio Sendel - Damián Gallardo Roa
- Rogelio Guerra - Gonzalo Elizalde Linares  / Artemio Bravo
- Guillermo Capetillo - Aníbal Elizalde Rivera / Jerónimo Elizalde
- Dominika Paleta - Liliana Elizalde Rivera
- Mario Iván Martínez - Steve Norton
- Roberto Palazuelos - Camilo Elizalde Rivera
- Arleth Terán - Priscila Alvear de Elizalde
- Marisol del Olmo - Erika Astorga
- Carlos de la Mota - Santiago Elizalde Rivera
- Alejandro Ruiz - Jacinto Cordero
- Aleida Núñez - Gardenia Campillo
- Dacia Arcaraz - Margarita Campillo de Cordero
- Jaime Garza - Silvestre Tinoco
- Luis Bayardo - Ciro Palafox
- Fabián Robles - Vladimir Piñeiro
- Ricardo Silva - Plutarco Obregón
- Tania Vázquez - Venus García / Lovely Norton
- Mariana Ríos - Martina Tinoco
- Claudia Ortega - Flor Campillo
- Ariadne Díaz - Aurora Artemisa Sánchez
- Luis Gimeno - Padre Bosco
- María Rojo - Soledad Cruz
- Jackeline Arroyo - Tomasa
- Janet Ruiz - Adolfina Guerrero
- Benjamín Rivero - Lucio Bermejo
- Ofelia Cano - Dolores "Dolly" de Astorga
- Humberto Elizondo - Agustín Astorga
- Yolanda Ciani - Úrsula Roa de Gallardo
- Eugenio Cobo - Lic. Eusebio Elizondo
- María Prado - Dominga Ojeda
- Jaime Lozano - Jairo Roca
- Adriana Rojo - Madre Superiora
- Erika Buenfil - Montserrat Rivera de Elizalde
- Carlos Cámara Jr. - Jacobo Roa
- Rafael Novoa - Miguel Lascuráin
- Edith Márquez - Julieta Sotomayor
- Mariana Seoane - Chelsy Romero
- Hilda Aguirre - Graciela de Palafox
- Rafael del Villar - Simón Palafox
- Archie Lanfranco - Rolando Alvear
- Adalberto Parra - René Manzanares
- María Morena - Hermana Fidelia
- Esteban Franco - Osvaldo
- Salvador Ibarra - Dr. Carlos Rey
- Josefina Echánove - Rosenda
- Cecilia Gabriela - Altagracia Linares de Elizalde
- Adanely Núñez - Ana Gregoria Bravo
- David Rencoret - Comandante Lozoya
- Elizabeth Aguilar - La Madame
- Juan Antonio Edwards - Efraín Grajales
- Pedro Weber - Tobías
- Enrique Lizalde - Juez
- Rudy Casanova - Carpio
- Alberto Chávez - Néstor
- Juan Carlos Casasola - Graciano Cueto
- Ignacio López Tarso - Isaac Newton Barrera
- Vilma Traca - Jovita
- Gustavo Rojo - Obispo
- Teo Tapia - Director Curiel
- Julio Camejo - Herminio
- Andrea Legarreta - Reportera
- Ricardo de Pascual - Padre Íñigo
- Marina Marín - Purita López
- Ana Martín - Mujer en boda
- Víctor Luis Zúñiga - Juan David
- Violeta Puga - Fernanda Elizalde Rivera (Niña)
- Omar Yubeili Baños - Eduardo Juárez Cruz (Niño)
- Nancy Patiño - Liliana Elizalde Rivera (joven)
- Brayam Alejandro - Jacinto Cordero (niño)
- Alberich Bormann - Aníbal Elizalde Rivera (joven)
- Ángel Mar - Camilo Elizalde Rivera (niño)
- Mónica Dossetti - Daniela
- Filippa Giordano - Ella misma
- Rodrigo Tejeda - Jaime Correa

## Premios y nominaciones

### Premios TVyNovelas 2010
| Categoría              | Persona                | Resultado |
| ---------------------- | ---------------------- | --------- |
| Mejor telenovela       | Nicandro Díaz González | Nominado  |
| Mejor actriz           | Lucero                 | Nominada  |
| Mejor actor            | Fernando Colunga       | Nominado  |
| Mejor actor antagónico | Rogelio Guerra         | Nominado  |
| Mejor actor coestelar  | Mario Iván Martínez    | Nominado  |
| Mejor primer actor     | Luis Gimeno            | Ganador   |
| Mejor tema musical     | Alejandro Fernández    | Nominado  |

### Premios People en Español 2009
| Categoría                  | Persona                         | Resultado |
| -------------------------- | ------------------------------- | --------- |
| Mejor telenovela           | Nicandro Díaz González          | Ganadora  |
| Mejor actriz               | Silvia Navarro                  | Nominada  |
| Mejor actor                | Fernando Colunga                | Ganador   |
| Mejor villano/villana      | Lucero                          | Ganadora  |
| Mejor villano/villana      | Sergio Sendel                   | Nominado  |
| Mejor actor/actriz juvenil | Ariadne Díaz                    | Nominada  |
| La sorpresa del año        | Silvia Navarro                  | Ganadora  |
| La mejor pareja            | Silvia Navarro Fernando Colunga | Ganadores |

### Premios ACE
| Categoría                   | Persona | Resultado |
| --------------------------- | ------- | --------- |
| Mejor co-actuación femenina | Lucero  | Ganadora  |

### Copa Televisa
| Año  | Categoría        | Telenovela             | Resultado |
| ---- | ---------------- | ---------------------- | --------- |
| 2009 | Mejor telenovela | Mañana es para siempre | Ganadora  |

### TV Adicto Golden Awards
| Año  | Categoría                | Nominados  | Resultado |
| ---- | ------------------------ | ---------- | --------- |
| 2008 | Mejor actuación especial | María Rojo | Ganadora  |
| 2008 | Mejor villana            | Lucero     | Ganadora  |

## Otras versiones
- Mañana es para siempre es la versión mexicana de la telenovela colombiana Pura sangre original de Mauricio Navas, Guillermo Resptrepo, Conchita Ruiz y Tania Cárdenas y que fue producida en 2007 por RCN Televisión y protagonizada por Rafael Novoa, Marcela Mar, Kathy Sáenz, y Pepe Sánchez.